# Flaga stanowa Missisipi
Mieszkańcy stanu Missisipi zagłosowali za przyjęciem flagi "In God We Trust" jako oficjalnej flagi stanowej Missisipi w referendum 3 listopada 2020 r. Po oficjalnym podpisaniu ustawy przez gubernatora Tate'a Reevesa w dniu 11 stycznia 2021 r. stała się oficjalną flagą stanową. Flaga zastępuje poprzednią wersję, która została wycofana 30 czerwca 2020 z powodu zawartej w niej flagi Konfederacji, uchodzącej za symbol rasistowski. 

## Poprzednie flagi
Wygląd pierwszej flagi Missisipi z czasów wojny secesyjnej częściowo nawiązywał do trzeciej z kolei flagi Konfederacji. Drzewo magnolii nawiązywało do przydomka ,,stan magnolii". Jedna gwiazda w kantonie nawiązywała do idei wyższości władz stanowych nad federalnymi.
Flaga obowiązująca od 1894 r. zawierająca w kantonie bojową flagę CSA, uznawaną przez pewne grupy za symbol rasistowski, była przez wiele lat przedmiotem kontrowersji, aż została zmieniona w 2020 roku, na fali ogólnokrajowych protestów.

1861–1865
1861–1865
1894–1996
1996–2001
2001–2020